# Damaeus nivalis
Damaeus nivalis är en kvalsterart som först beskrevs av Kulczynski 1902.  Damaeus nivalis ingår i släktet Damaeus och familjen Damaeidae. Inga underarter finns listade i Catalogue of Life.